# Harle de Chine
Mergus squamatus
Espèce
Statut de conservation UICN

 EN C2a(ii) : En danger
Le Harle de Chine ou Harle écaillé (Mergus squamatus) est un Anatidae se rencontrant plus particulièrement en Asie. D'après Alan P. Peterson, c'est une espèce monotypique.